# スタートレックIV 故郷への長い道
『スタートレックIV 故郷への長い道』（スタートレックフォー ふるさとへのながいみち、Star Trek IV: The Voyage Home）は1986年のアメリカ映画（日本での公開は1987年3月）。『宇宙大作戦』のレギュラーを中心とした『スタートレック』の劇場版第4作。劇場公開時の邦題は『故郷への長い道 スター・トレック4』

## ストーリー
カーク提督たちはジェネシス装置をめぐるクリンゴン人との戦闘でU.S.S.エンタープライズ号を自爆に追いやられたが、逆にクリンゴンのバード・オブ・プレイを分捕り、スポックの故郷であるバルカン星に滞在していた。バルカンに伝わる儀式で魂と肉体を再結合させ、記憶を取り戻したスポックには自分たちの人生を犠牲にしてまでスポックを救ったクルーたち人間の行為が理解できない。彼らは分捕ったクリンゴンの船に「バウンティ号」と名付け、エンタープライズ号を勝手に動かした罪で軍法会議を受ける覚悟で帰国することにした。
その頃地球には謎の探査船が接近していた。あまりにも強力な謎の電波を発しているため、地球の大気はイオン化されすべてのシステムが停止してしまった。滅亡寸前の地球から近づくなという警告を受けたカーク提督らクルーたちは、探査船の目的がザトウクジラであることを突き止める。探査船を送ってきた宇宙人は、太古よりザトウクジラと交信していた。その交信が途絶えたため、ザトウクジラたちを案じてやってきたのだ。しかしそのザトウクジラは、21世紀にすでに絶滅してしまっていた。エンタープライズのクルー達は、23世紀の地球を救うために20世紀末の地球に行き絶滅前のザトウクジラを連れ帰ろうとタイムワープを敢行し、1986年のサンフランシスコに降り立つ。

## みどころ
エンタープライズ号がほとんど登場せず、クルーたちが宇宙ではなく20世紀の地球で活躍する。カークが当時のアメリカドルの値を理解できず骨董屋に値段を尋ねる、スポックが20世紀の世界に馴染もうとして乱暴な言葉遣いをして顰蹙を買うなど、20世紀と23世紀の文化の違いに四苦八苦する様子がコミカルに描かれている。米国では公開されてからシリーズ最高のヒットとなった。

### 豆知識
- 水族館のシーンはカリフォルニア州北部の Monterey Bay Aquarium で撮影された[3]。
- 1986年に起こったチャレンジャー号爆発事故で亡くなったクルーを顕彰する言葉がタイトルの前に現れる。
- 劇中でスタートレック伝統の旗艦と同じ名前を持つアメリカ海軍の航空母艦「エンタープライズ (CVN-65)」が登場するシーンがあるが、撮影許可が下りていたにもかかわらず、急遽作戦行動に入ってしまったため、実際の撮影には「レンジャー (CV-61)」が使用された。
- 上記シーンの前にウフーラとチェコフが海軍施設への道を聞くシーンがあるが、「サウサリートへ行け」と言った女性は一般人であり、同シーンに登場している白バイ警察官も本職の警察官である。
- バスのシーンで大音量でラジカセを鳴らしてスポックに気絶させられるパンクロッカーはアソシエイト・プロデューサーのカーク・サッチャーが演じている。またそのシーンでラジカセから流れる楽曲もパンクロッカーでもあったサウンドデザイナーのマーク・マンジーニとスタッフがサッチャーと共作したものである。
- 捕鯨反対のプロパガンダ映画とも取れる内容であるが、劇中、カーク一行が捕鯨を妨害する漁船は日本の船ではなく、ノルウェーなどの日本以外では当時数少ない商業捕鯨推進国の船を想定した沿岸捕鯨船である。ヒロイン役のキャサリン・ヒックスは「劇中の船がもし日本の捕鯨船だったなら、日本人のインタビューには答えない」と劇場パンフレットの中で語っている。なお、実際にはザトウクジラは1960年代に商業捕鯨が禁止されている。
- ザトウクジラが海中で泳ぐシーンはアニマトロニクスを使い、全長50cm程の可動モデルを用いてプールで撮影されたものだが、完成度の高さから反捕鯨団体から「本物を撮影したのではないのか」という疑問が提示され、後日笑い話になった。
- Dr.マッコイは、最新の医療機器を信用せず、医者としての勘を優先するキャラクター設定だが、本作では過去の世界で人工透析患者の存在に「こんな遅れた治療を！」と驚いて、持参の薬剤で呆気なく治してしまう場面がある。
- Dr.マッコイが、瀕死の状態となったチェコフを治療する際に額に当てる小型装置のプロップには、AMT社が発売したクリンゴンクルーザーのプラモデルのパーツが流用されている。

## 製作の背景
スティーヴ・ミアスンとピーター・クライクスという脚本家による最初の草稿が着手されたのは1985年8月、『バック・トゥ・ザ・フューチャー』が公開され大ヒットした一か月後である。コメディ・タッチに変わった最大の理由はそこにある。パラマウントは、シリーズでなく単体作としてヒットが狙えると考え、副題の『THE VOYAGE HOME』をメインタイトル扱にし『STAR TREK IV』をサブタイトルにした。冒頭に前作までのあらすじを付け加えることで、初見の観客にも理解できるようにした。

## キャスト
| 役名                   | テレビ版での役名 （日本） | 俳優                   | 日本語吹替                                  | 日本語吹替 |
| 役名                   | テレビ版での役名 （日本） | 俳優                   | フジテレビ版                                | ソフト版 |
| ---------------------- | ------------------------- | ---------------------- | ------------------------------------------- | --- |
| ジェームズ・カーク     | カーク船長                | ウィリアム・シャトナー | 大塚明夫                                    | 矢島正明 |
| スポック               | Mr.スポック               | レナード・ニモイ       | 大木民夫                                    | 菅生隆之 |
| レナード・マッコイ     | Dr.マッコイ               | ディフォレスト・ケリー | 江角英明                                    | 小島敏彦 |
| モンゴメリー・スコット | チャーリー                | ジェームズ・ドゥーアン | 神山卓三                                    | 小林修 |
| ウフーラ               | ウラ                      | ニシェル・ニコルズ     | さとうあい                                  | 朴璐美 |
| ヒカル・スールー       | 加藤                      | ジョージ・タケイ       | 宮本充                                      | 坂東尚樹 |
| パベル・チェコフ       | チェコフ                  | ウォルター・ケーニッグ | 金尾哲夫                                    | 樫井笙人 |
| サーヴィック大尉       |                           | ロビン・カーティス     | 安達忍                                      | 安藤麻吹 |
| ジリアン・テイラー博士 |                           | キャサリン・ヒックス   | 安達忍                                      | 山像かおり |
| カートライト提督       |                           | ブロック・ピーターズ   | 田原アルノ                                  | 菅原正志 |
| サレク大使             |                           | マーク・レナード       | 清川元夢                                    | 納谷悟朗 |
| アマンダ・グレイソン   |                           | ジェーン・ワイアット   |                                             | 瀬能礼子 |
| パンク・ガイ           |                           | カーク・サッチャー     | （台詞無し）                                | （台詞無し） |
| その他声の出演         | その他声の出演            | その他声の出演         |                                             | 平野稔 廣田行生 石井隆夫 福田信昭 水野龍司 石川悦子 入江崇史 斎藤志郎 藤原堅一 小池浩司 飯島肇 竹若拓磨 根本泰彦 重松朋 中川和恵 戸部順子 |
| 日本語版制作スタッフ   |                           |                        |                                             | |
| 演出                   | 演出                      | 演出                   | 河村常平 （佐藤敏夫）                       | 佐藤敏夫 |
| 翻訳                   | 翻訳                      | 金田文夫（字幕翻訳）   | 岩佐幸子 中村久世                           | 岩佐幸子 中村久世 |
| 調整                   | 調整                      | 調整                   |                                             | 上村利秋 |
| 制作                   | 制作                      | 制作                   |                                             | スタジオ・エコー |
| 初回放送 ソフト収録    | 初回放送 ソフト収録       | 初回放送 ソフト収録    | 1991年1月2日 深夜映画枠にて放送 LD・DVD収録 | DVD・BD収録 |

- フジテレビ版：キャラクターの呼称は原音に倣ったスコット、ウーラになっている。（モノラル音声）
- ソフト版：キャラクターの呼称は従来の吹替版を踏襲しチャーリー、ウラになっている。（5.1chサラウンド音声）

## スタッフ
- 監督：レナード・ニモイ
- 製作脚本：ハーブ・ベネット
- 音楽：レナード・ローゼンマン
- SFX：インダストリアル・ライト&マジック(ILM)
- 創作 顧問：ジーン・ロッデンベリー